# پرده‌های نگارین

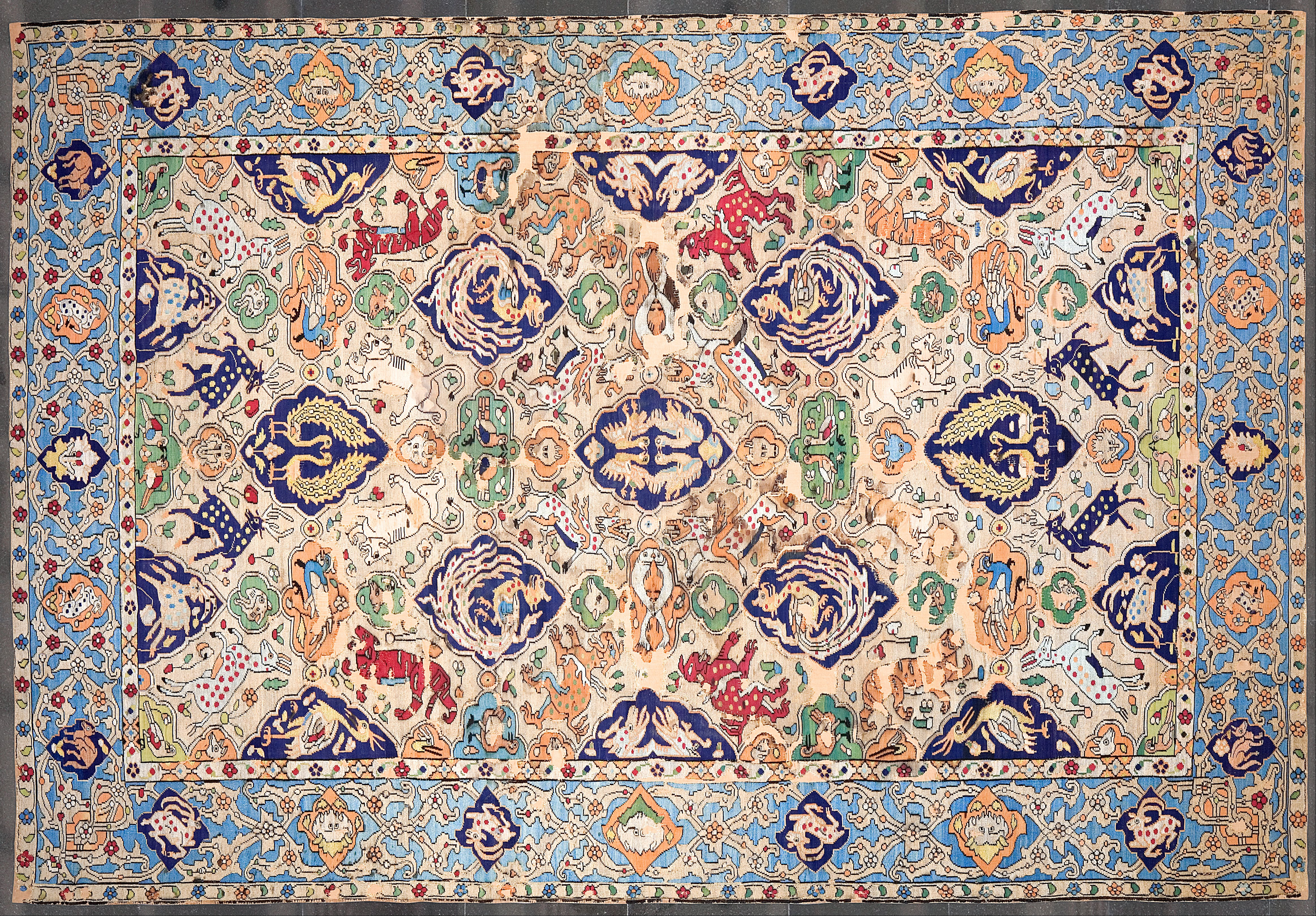
یک پردهٔ نگارین از جنس ابریشم، متعلق به عهد صفوی. این اثر اکنون در مالکیت موزه هنر اسلامی دوحه قرار دارد.

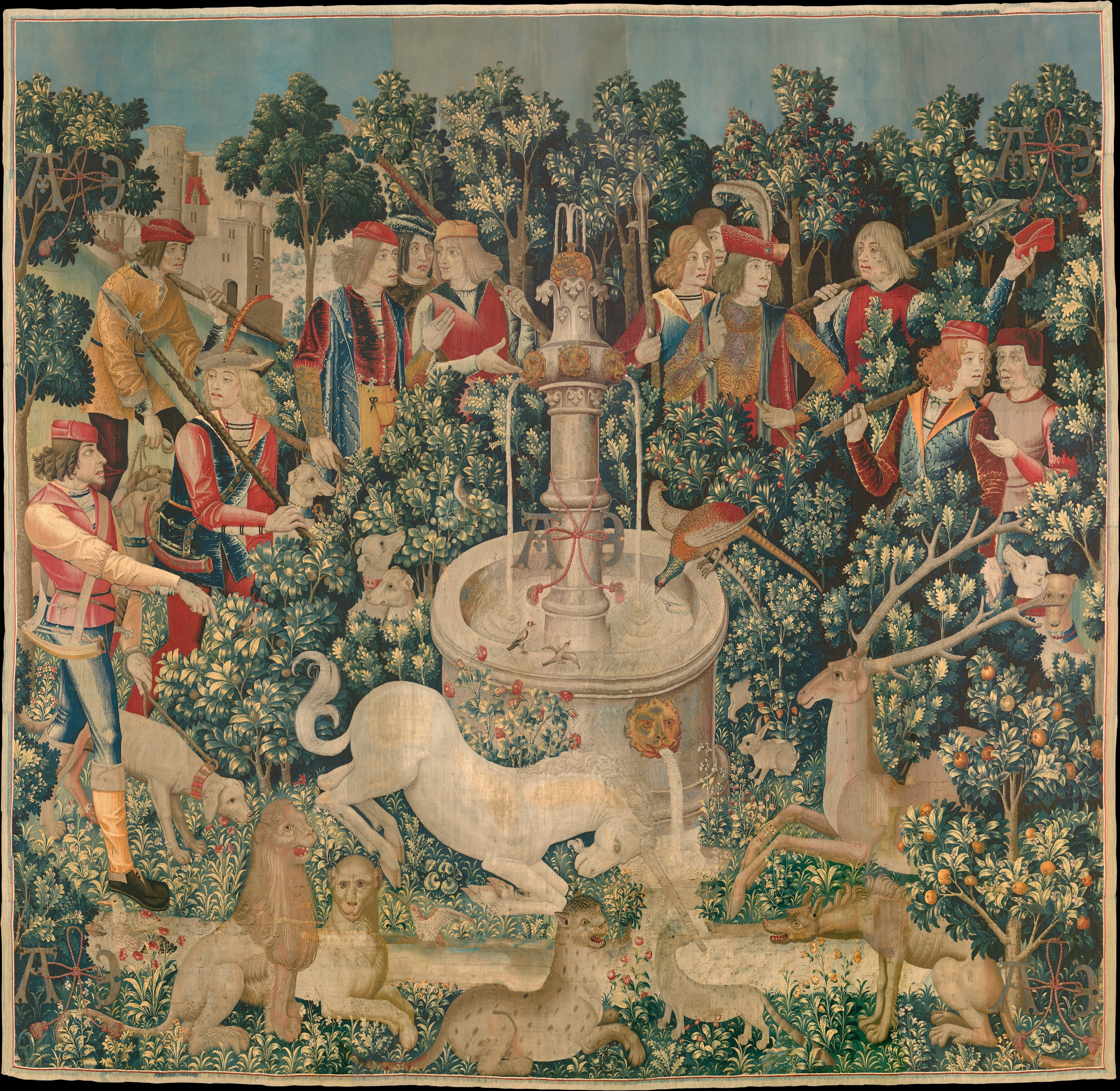
نمونه ای از یک پرده نگارین بنام شکارتک شاخ که در موزه متروپولیتن نیویورک موجود است.

پرده‌های نگارین/دیوارپرده یا تاپستری (به انگلیسی: Tapestry) نوعی از هنر پارچه است که به طور ستنی با دست و توسط دستگاه جولایی بافته می‌شود. این هنر حرفه‌ای بسیار کهن است که مصریان از حدود ۱۷۰۰ سال قبل به بافت آن مشغول بودند.
پرده‌های نگارین را با استفاده از نخ‌های ابریشمی رنگی روی ردیف‌های کتان و پشم محکم که درون یک کادر (کارگاه گل‌دوزی) بسته شده‌اند می‌بافند. الگوهای این پرده‌های نگارین را با استفاده از جوهر روی کتان رنگ امیزی می‌کنند بافنده این پرده از قسمت پشت پرده به بافتن ادامه می‌دهد.